# 面对面 (中国中央电视台节目)
《面对面》是中国中央电视台的一个周播新闻谈话类节目，中国中央电视台新闻中心评论部制作，2003年1月11日在中国中央电视台新闻·综合频道（现中国中央电视台综合频道）开播，中国中央电视台新闻频道开播后转入该频道播出，目前於週日緊隨《新聞聯播》重播或二次首播後播出（一般為21：30）。